# Lysiteles qiuae
Lysiteles  es una especie de araña cangrejo del género Lysiteles, familia Thomisidae, orden Araneae.

## Distribución
Esta especie se encuentra en China.

## Taxonomía
Fue descrita científicamente por Song & Wang en 1991.
Tratamiento taxonómico
La especie aparece registrada y publicada en On two new species of the genus Lysiteles (Araneae: Thomisidae) from Shaanxi, China. Tangdu Journal 1991(1): 1–4.